# Ash Shihr
Ash Shihr (arapski: الشحر, hrvatski: aš-Šir) ili Ash Shahir (Al-Shihr, Sihiri) je drevni lučki grad na jugu Jemena, udaljen oko 60 km istočno od glavnog pokrajinskog grada Mukalle, u muhafazi Hadramaut, s karakterističnim kućama ravnih krovova od nepečene gline obojenih vapnom. 

## Zemljopis
Ash Shihr leži na uskoj pješčanoj ravnici uz obalu Indijskog oceana na dijelu gdje je jedan dio Vadi Hadramauta probio vulkanske planine na svom putu do mora. Grad je zbog toga važna cestovna raskrsnica, iz njega vodi cesta za gradove u unutrašnjosti Hadramauta; Tarim (176 km) i Sajun, i obalna magistrala koja povezuje Mukkalu - Qishn- Al-Ghaidu - s Omanom.
Pored Shihra nalaze se velike pješčane plaže; Ras Sharma i Dhobbah, koje su najveće prirodno stanište u cijeloj regiji golemih želvi (Chelonia mydas) koje tu odlažu svoja jaja u vrućem pijesku.

## Povijest
Prvi zapisi o Al-Shihru sežu do predislamskog doba iz rukopisa poznijeg kroničara Muhameda b. Habiba, po njemu grad je pripadao plemenu Mahra i bio važan trgovački centar i sjedište njihova sultana. Krajem 13. stoljeća grad više nije pripadao plemenu Mahra već plemenskoj dinastiji Qu'aiti jednom od ogranaka velikog plemenskog klana Jafa.
Sikiri kako se u prošlosti zvao grad, - bio je jedan od prvih jemenskih gradova u kojem su boravili europljani nakon starog vijeka. U rujnu 1614. godine nizozemski moreplovac Van den Broecke ustanovio je malu trgovačku postaju Ujedinjene istočno-indijske kompanije i ostavio u njoj svoja tri pomoćnika i jednog vojnika. Postaja se nije pokazala učinkovitom, pa je zatvorena u srpnju 1616. godine
Sikiri je bio sjedište malog sultanata sve do kraja 19. stoljeća, 1881. godine ujedinio se sa susjednim sultanatom Mukalla tako su postali 1902. -  Qu'aiti Sultanat Shihr i Mukalla. Negdje od tog vremena počela je i stagnacija Shihra, jer su Britanci protežirali luku Mukalla, koja je izrasla tijekom 20. stoljeća u veliki grad i regionalno središte. 

## Gospodarstvo
Shihr je do nedavno živio kao središte kraja u kojem su se stanovnici bavili ratarstvom i ribarstvom. U novije vrijeme kanadska kompanija Nexen izgradila je veliki naftni terminal kapaciteta od 300,000 barela dnevno, koji je otvoren 5. kolovoza 1993. godine. Iz te luke odvozi se nafta marke „Yemen Masila Blend“ koja se doprema naftovodom (138 km) s naftnih polja „Masila“.
Nova luka potakla je i ostalu gospodarsku aktivnost u gradu pa je on porastao od 48.600 stanovnika (1994.) na 69,400 stanovnika 2003. godine. Pored grada nalazi se Zračna luka Riyan (Riyan Mukalla Airport) koja je na pol puta do Mukkale (IATA : RIY, ICAO: OYRN). Luka Shihr bila je mjesto samubilačkog bombaškog napada na francuski tanker MV Limburg 6. listopada 2002. godine u kojem je poginula jedna osoba.

## Vanjske poveznice
- Satelitska fotografija luke Ash Shihr  Arhivirana inačica izvorne stranice od 5. ožujka 2016. (Wayback Machine)
- Luka Ash Shihr
- 6 fotografija iz Ash Shihra na portalu Flickr -Yahoo